# جبل معزول
جبل معزول (جبل جزري)  أو ميحاد أو جبل متخلف أو جبل مفرد، هو تل صخري منعزل أو كتلة أو سلسلة من التلال أو جبل صغير مترفع فوق المستوى العام لسهول محيطه به منحدر بلطف أو مستوي تقريبًا. في جنوب أفريقيا، يُعرف تشكيل مماثل من الجرانيت باسم كوبي koppie، وهي كلمة أفريقية ("الرأس الصغير") مشتقة من الكلمة الهولندية المصغرة كوبيج kopje. إذا كان الجبل المعزول على شكل قبابي ويتكون من الجرانيت أو النايس، فمن الممكن أن يطلق عليه أيضًا اسم بورنهاردت، على الرغم من أنه ليس كل بورنهاردت عبارة عن جبل معزول. ينشأ الجبل المعزول عندما ينكشف جسم من الصخور المقاومة للتعري، مثل الجرانيت، داخل جسم من الصخور الأكثر ليونة، عن طريق التعرية التفاضلية وانخفاض المناظر الطبيعية المحيطة.